# ال‌کی‌ال نزسیس (ام۵۱)
ال‌کی‌ال نزسیس (ام۵۱) (به انگلیسی: LKL Kuršis (M51)) یک کشتی است که طول آن ۴۷٫۱ متر (۱۵۴ فوت ۶ اینچ) می‌باشد. این کشتی در سال ۱۹۵۸ ساخته شد.